# 松竹新喜劇
松竹新喜劇（しょうちくしんきげき）は、松竹傘下の喜劇劇団。同じ上方を本拠地とする吉本新喜劇のコント主体の軽演劇と異なり、ときに涙を誘う物語性のある人情喜劇を売りにしている。

## 沿革

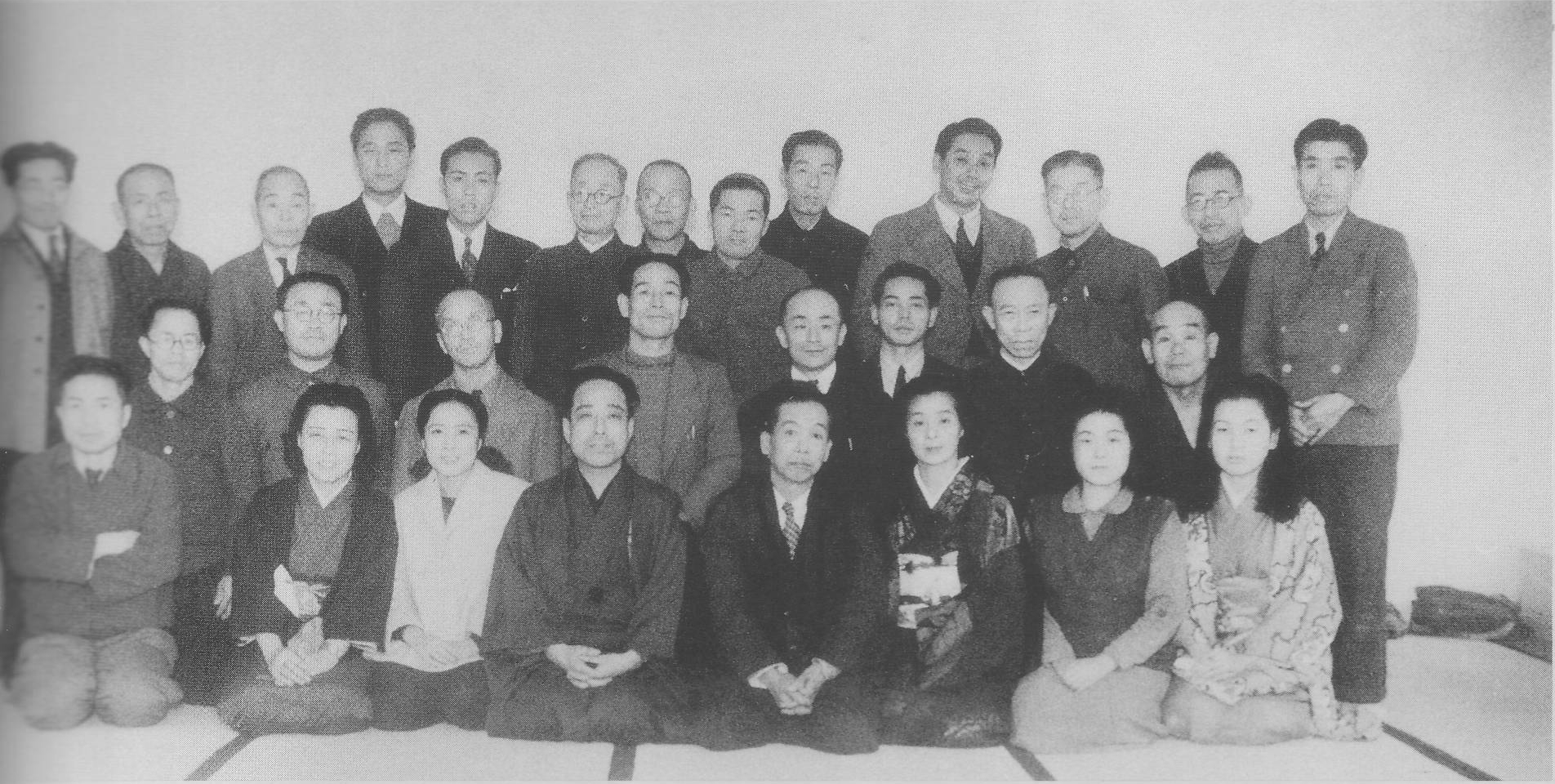
1948年12月、結成当時の松竹新喜劇メンバー（前列左から4人目が2代目渋谷天外、5人目が曾我廼家十吾、6人目が浪花千栄子、7人目が曽我廼家鶴蝶、中列左から4人目〈天外の後ろ〉が曾我廼家五郎八、後列左から5人目が藤山寛美、後列右から4人目が曽我廼家明蝶）

1948年12月、中座で旗揚げする。参加メンバーは2代目渋谷天外、曾我廼家十吾、浪花千栄子、藤山寛美、曾我廼家大磯、曾我廼家明蝶、曾我廼家五郎八など男性17人、女性5人。その結成のきっかけは、1946年に曾我廼家五郎が他界したことであった。
終戦直後の大阪の喜劇界は、天外と十吾によって1928年に結成された「松竹家庭劇」と「曾我廼家五郎一座」に大きく二分されていた。さらに、松竹家庭劇を戦後まもなく脱退し、1947年に「すいーとほーむ」という新劇団を結成、翌年からは「新家庭」と改称して地方を回っていた天外、浪花千栄子、寛美らの劇団もあった。
松竹はかねてより喜劇団の再編成をもくろんでいだが、五郎の死を契機に、十吾らの「松竹家庭劇」に「新家庭」を加え、「五郎一座」の残党を合流させて結成したのがこの「松竹新喜劇」であった。
以後、1949年に大磯らの五郎劇系の女形が退団したので、結果として女形から女優へという一つの近代化を遂げた。さらに1951年には、天外の女性問題から浪花が天外と離婚、松竹新喜劇を退団するという事件があったものの、酒井光子ら若手女優の成長という副産物を生んだ。
1956年には天外の路線に反対して十吾が退団し、危機を迎えたが、やがて藤山寛美がテレビを介して広い人気を得、天外・寛美のコンビで不動の人気を得るにいたった。1965年に天外が病に倒れてからは寛美が劇団の一枚看板となり、圧倒的な人気を得た。
しかし、1965年、多額の借金を抱えて破産した寛美をクビにして、当時の人気漫才コンビ「ミヤコ蝶々・南都雄二」を迎えたが、客足が落ちてしまい、1967年に寛美の借金を肩代わりして復帰させた。それ以来、寛美は約20年間連続で舞台に立ち続け、松竹新喜劇を支え続ける。
1987年には、244ヶ月連続無休公演という記録を打ち立てた。これは本拠の大阪・中座をはじめ、京都の南座、名古屋の御園座、東京の新橋演舞場での公演に地方巡業を含めたものである。1ヶ月のうち25日間、昼3本、夜3本もの公演をこなした（残りの5日は稽古日にあてられた）。だが、この強行日程には、劇団員から「寛美の独断専行」といった批判の声が上がり、劇団運営や待遇への不満もあって多くの離反者を招くことになる。中でも、寛美の後継と目されていた小島秀哉の退団（1977年）は大きな痛手で、代わる後継者が育つことなく「松竹新喜劇＝藤山寛美」のまま、劇団は低空飛行を続けることになる。
その寛美が1990年に死去し、松竹新喜劇は最大のピンチを迎えるが、1991年、前年に復帰した渋谷天笑（初代；後の3代目渋谷天外）を代表に「新生松竹新喜劇」と改称。寛美の娘の藤山直美、2代目水谷八重子、京唄子などの著名俳優を客演に迎えての全国公演も行うようになる。
その後「新生」を取り払い、劇団名を「松竹新喜劇」の名に戻して活動を続ける。2009年8月には、長らくライバルだった吉本新喜劇となんばグランド花月の舞台で揃って挨拶した。
2014年からは久本雅美を客演に迎えて公演を重ね、2023年5月に藤山扇治郎、2代目渋谷天笑、曽我廼家一蝶、曽我廼家いろは、曽我廼家桃太郎の若手5人を中心とする体制で新出発した。

## 現在の主要メンバー
リーダー
- 藤山扇治郎
- 2代目渋谷天笑
- 曽我廼家一蝶（2021年11月に植栗芳樹から改名）
- 曽我廼家桃太郎（2021年11月に竹本真之から改名）
- 曽我廼家いろは（2021年11月に桑野藍香から改名）

重鎮・ベテラン
- 3代目渋谷天外
- 髙田次郎
- 井上惠美子
- 江口直彌
- 曽我廼家八十吉
- 曽我廼家寛太郎
- 曽我廼家玉太呂
- 甲斐正法
- 関口義郎

## 旧座員
- 小島秀哉
- 大津嶺子
- 曾我廼家鶴蝶
- 大津十詩子
- 勝浦千浪
- 八木五文楽
- 月城小夜子
- 酒井光子
- 千葉蝶三朗
- 伴心平
- 四条栄美
- 曾我廼家文童
- 中川雅夫
- 九重京子（渋谷喜久栄）
- 小島慶四郎

ほか